# Мечеть Ас-Салам
Мечеть Ас-Салам (араб. مسجد السلام) — перша мечеть України, що збудована для військових-мусульман.

## Історія
Будівництво культової споруди стало можливим завдяки зусиллям небайдужих меценатів. Урочисте відкриття відбулося 27 березня 2025 року. За традицією відкриття розпочалось з читання Корану та колективної молитви.
У заході взяли участь бійці ГУР МО України, які сповідують іслам, бригадний генерал Дмитро Усов, представник Міністерства оборони України, голова Центру міжнародних відносин «Мир і безпека» Хусамеддін Аль-Халавані, капелани Костянтин Холодов та Сулейман Хайруллаєв.
«На постійній основі тут плануються пʼятничні молитви та збори для мусульман, де вони зможуть вчитися читати Коран та будуть примножувати свою духовну віру», — зазначив Сулейман Хайруллаєв.
У новій мечеті є все необхідне для релігійних обрядів. Коран — двома мовами: арабською та українською.
«Для мусульманина мечеть — місце, де він може набратися сили духу, яка є надважливою для воїна. Відкриття цієї мечеті — дуже важливий приклад для всієї України та великий подарунок для всіх мусульман, які служать Україні», — сказав Голова Центру міжнародних відносин «Мир і безпека» Хусамеддін Аль-Халавані.
На відкритті мечеті Ас-Салам був присутній начальник ГУР МО України генерал-лейтенант Кирило Буданов.